# Kontinent

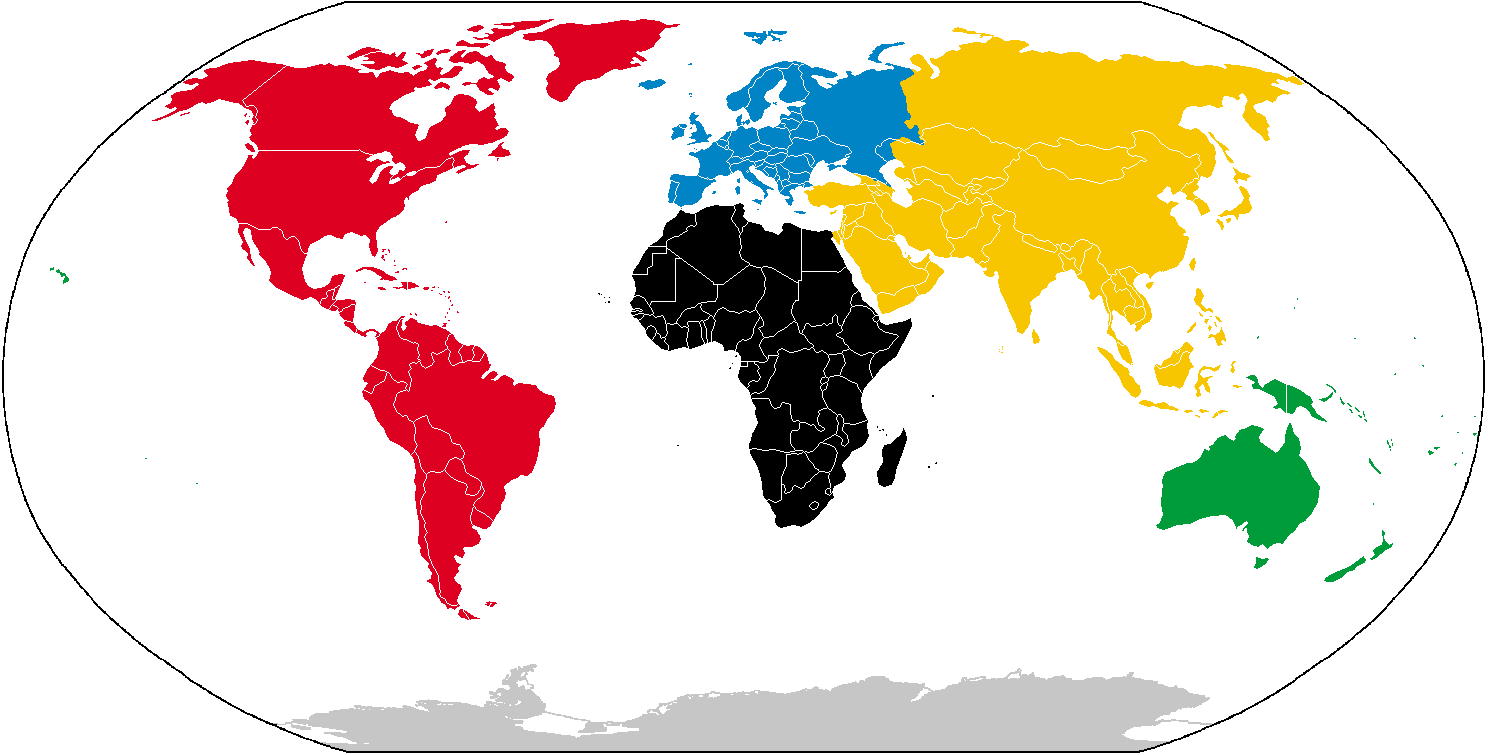
Mapa světa se šesti barevně odlišenými kontinenty (Amerika, Afrika, Evropa, Asie, Austrálie, Antarktida)

Kontinent (z latinského contineō, -ēre, což znamená držím pohromadě) je rozsáhlá souvislá pevninská masa na povrchu Země.
Definice kontinentu neexistuje. Různé vědní obory, příp. kultury definují kontinent různě. Obecně uznávané[zdroj?] charakteristiky kontinentu jsou:
- z hlediska rozlohy rozsáhlé území;
- pevnina (zemský povrch nepokrytý světovým oceánem);
- geologicky význačné hranice (v úvahu se mohou brát i litosférické desky).

Český Zeměpisný slovníček uvádí: Kontinent, pevnina – rozlehlá a souvislá část souše obklopená světovým oceánem. Kontinenty jsou tvořeny pevninským typem zemské kůry. Někdy rozlišujeme kontinent a světadíl, pak světadílem rozumíme oblast se samostatným historicko-geografickým vývojem (např. světadíl Evropa v rámci kontinentu Eurasie). Kontinentů rozlišujeme pět (Eurasie, Afrika, Amerika, Austrálie, Antarktida), světadílů sedm (Evropa, Asie, Afrika, Severní Amerika, Jižní Amerika, Austrálie, Antarktida).
K pojmu kontinent uvádí prof. Petránek: „kontinenty – v geologickém smyslu pevniny včetně jejich podmořských okrajových částí sahajících přibližně k dolnímu konci kontinentálního úpatí. Rozsah kontinentů i jejich pozice se v průběhu geologických dob měnily.“
Dvěma nejčastějšími otázkami jsou, mají-li se Evropa a Asie počítat odděleně, nebo jako Eurasie, a mají-li být Severní a Jižní Amerika považovány za samostatné kontinenty. Matoucí může být i to, že v souvislosti s Amerikou se používá pojmů Střední Amerika a Latinská Amerika, které sice označují určité části Ameriky, ne však kontinenty.
Zpravidla se rozlišuje maximálně osm kontinentů: Asie, Afrika, Severní Amerika, Jižní Amerika, Antarktida, Oceánie, Zélandie a Evropa (řazeno podle rozlohy). Podle jiného přístupu se považuje za jeden kontinent Amerika, Eurasie, případně Eurafrasie. Podle jiného názoru existují čtyři nebo pět kontinentů (např. OSN).[zdroj?] Ve vědeckém prostředí se bere v úvahu šest kontinentů.[zdroj?]
Rozdělení světa na sedm kontinentů se obvykle vyučuje v západní a střední Evropě a v Severní Americe, zatímco rozdělení na šest kontinentů (spojená Eurasie) se vyučuje také v Severní Americe a dále ve východní Evropě a Jižní Americe či v Asii.[zdroj?]
Kontinenty jsou někdy děleny na subkontinenty, např. kontinent Amerika se subkontinenty Severní Amerika, Jižní Amerika; kontinent Eurasie se subkontinenty Evropa, Asie. Někdy se tak označuje Indie (indický subkontinent).
Ostrovy jsou zpravidla „přiřazeny“ ke kontinentu, kterému jsou nejblíž. Austrálie a ostrovy v Tichém oceánu jsou někdy souhrnně označovány jako Australasie nebo Oceánie.

## Systémy dělení kontinentů
Mapa světa podle různého pojetí kontinentu: zeleně kontinent Amerika se subkontinenty Severní Amerika, Jižní Amerika × světle zelený kontinent Severní Amerika, tmavě zelený kontinent Jižní Amerika; žlutě Afrika; tmavočerveně kontinent Evropa, hnědočerveně kontinent Asie × odstínem červené barvy Eurasie se subkontinenty Evropa, Asie; fialově Austrálie, resp. Oceánie; modře Antarktida.
| Kontinenty                                 | Kontinenty      | Kontinenty    | Kontinenty | Kontinenty | Kontinenty | Kontinenty | Kontinenty | Kontinenty |
| ------------------------------------------ | --------------- | ------------- | ---------- | ---------- | ---------- | ---------- | ---------- | ---------- |
| Mapa světa s barevně odlišenými kontinenty |                 |               |            |            |            |            |            |            |
| 7 kontinentů                               | Severní Amerika | Jižní Amerika | Antarktida | Afrika     | Evropa     | Asie       | Austrálie  |            |
| 6 kontinentů                               | Severní Amerika | Jižní Amerika | Antarktida | Afrika     | Eurasie    | Eurasie    | Austrálie  |            |
| 6 kontinentů                               | Amerika         | Amerika       | Antarktida | Afrika     | Evropa     | Asie       | Austrálie  |            |
| 5 kontinentů                               | Amerika         | Amerika       | Antarktida | Afrika     | Eurasie    | Eurasie    | Austrálie  |            |
| 4 kontinenty                               | Amerika         | Amerika       | Antarktida | Eurafrasie | Eurafrasie | Eurafrasie | Austrálie  |            |

## Základní údaje o kontinentech
| Kontinent           | Rozloha (km²) | Populace (odhad 2018) | % celkové světové populace | Hustota zalidnění (ob./km²) |
| ------------------- | ------------- | --------------------- | -------------------------- | --------------------------- |
| Asie                | 44 603 853    | 4 522 000             | 59,5 %                     | 101,4                       |
| Amerika             | 42 549 000    | 1 002 000             | 13 %                       | 23,5                        |
| Afrika              | 31 370 000    | 1 276 000             | 17 %                       | 40,7                        |
| Antarktida          | 13 720 000    | 1 000                 | 0,00002 %                  | 0,00007                     |
| Evropa              | 10 180 000    | 740 000               | 10 %                       | 72,7                        |
| Austrálie a Oceánie | 8 500 000     | 41 000                | 0,5 %                      | 4,8                         |

## Změny kontinentů
Kontinenty se mění v čase, např. kvůli deskové tektonice. V geologických časových měřítcích dochází k přirozenému rozdělování a spojování kontinentů přesunem, zlomy a srážkami pevninských litosférických desek. Některé části kontinentů nově vznikají z oceánského dna, některé naopak zanikají subdukcí kontinentálních desek. Za vznik kontinentu patrně mohl původně impakt astronomického tělesa.
Uvádí se, že minimálně dvakrát byly všechny části pevniny (nebo naprostá většina) spojené do tzv. superkontinentů. S jistou mírou spolehlivosti lze tento vývoj podle geologického záznamu vysledovat až k superkontinentu zvanému Rodinie před cca 800 až 1100 miliony let.[zdroj?]
Růst kontinentů v čase byl nerovnoměrný. Během posledních 3,7 miliardy let byly kontinenty stejně felzické (felzický je označení světlých minerálů, např. křemene, živců a foidů) jako dnes, ale jejich růst nebyl kontinuální, byl epizodický. Každých 500 až 700 milionů let – za posledních 3,7 miliardy let – lze identifikovat nejméně šest období kontinentálního růstu. Před 550 až 600 miliony let došlo také k významnému přiblížení kontinentů vzniklých postupným rozpadem Rodinie a možná i k jejich dočasnému spojení do superkontinentu Pannotie. Zatím posledním superkontinentem, mnohem spolehlivěji doloženým, byla před 200 až 300 miliony let Pangea, z ní rozpadem vznikly Laurasie (dala vznik Severní Americe a velké části Eurasie) a Gondwana (z níž pocházejí Jižní Amerika, Afrika, Antarktida, Austrálie a Indie).

### Ponořené kontinenty
- Kergueleny Plateau
- Zélandie

## Mackinderova teorie
Britský geograf Halford Mackinder formuloval v první čtvrtině 20. století geopolitickou a strategickou teorii (tzv. Teorie Heartlandu), podle níž lze svět dělit do tří oblastí: (1) Evropa, Asie a Afrika tvoří tzv. Světový ostrov, (2) zbytek pevninské Evropy, pevninské Asie a severní Afrika tvoří tzv. Vnitřní půlměsíc, (3) Amerika, Austrálie a Japonsko tvoří tzv. Vnější půlměsíc. Mackinderův koncept Heartland považují někteří odborníci za „pravděpodobně nejvýznamnější myšlenku v dějinách geopolitiky“.

## Olympijská vlajka
Olympijská vlajka má šest barev. Tvoří ji bílé pozadí a pět protínajících se kruhů uprostřed: modrý kruh, žlutý kruh, černý kruh, zelený kruh, červený kruh. Mezinárodní olympijský výbor uvádí, že žádný z kruhů nereprezentuje konkrétní kontinent. Pět kruhů sice představuje pět kontinentů spojených olympijskou myšlenkou, ale autor olympijské vlajky baron de Coubertin vnímal kruhy a barvy jako dva nezávislé symboly.

## České akademické slovníky k výrazu kontinent
Podle ASCS, SSČ a SSJČ je kontinent:
- geograficky: část zemského povrchu vynořená nad hladinou oceánů, souvislá pevnina
- geologicky: celý kontinentální blok
- ve smyslu protikladu k Velké Británii: evropská pevnina.

Synonyma: světadíl, zemědíl (archaismus), pevnina, souš.

Přídavné jméno „kontinentální“ má význam „vnitrozemský, -á, -é“ (např. kontinentální podnebí).

## Bájné kontinenty a světy
- Atlantida
- Lemurie
- Kumari Kandam
- Mu (ztracený kontinent)